# Voudenay
Voudenay ist eine französische Gemeinde mit 193 Einwohnern (Stand: 1. Januar 2022) im Département Côte-d’Or in der Region Bourgogne-Franche-Comté (vor 2016 Burgund); sie gehört zum Arrondissement Beaune und zum Kanton Arnay-le-Duc. 

## Geographie
Voudenay liegt etwa 60 Kilometer westsüdwestlich von Dijon am Fluss Arroux, in den hier sein Zufluss Suze einmündet. Im südöstlichen Gemeindegebiet verläuft das Flüsschen Villeneuve, das hier ebenfalls in den Arroux mündet. Umgeben wird Voudenay von den Nachbargemeinden Manlay im Norden und Nordwesten, Marcheseuil im Norden, Magnien im Osten und Nordosten, Viévy im Südosten, Igornay im Süden sowie Barnay im Westen.

## Bevölkerung
| Jahr                       | 1962 | 1968 | 1975 | 1982 | 1990 | 1999 | 2006 | 2011 | 2016 |
| Einwohner                  | 292  | 311  | 273  | 243  | 242  | 222  | 200  | 190  | 190  |
| Quellen: Cassini und INSEE |      |      |      |      |      |      |      |      |      |

## Sehenswürdigkeiten

Kirche Saint-Martin

- Kirche Saint-Martin